# Alfonsa Kanigowska
Alfonsa Kanigowska (ur. 13 lipca 1858 w Sulerzyżu, zm. 22 listopada 1948 w Rudnikach k. Częstochowy) – polska malarka.

## Życiorys
Urodziła się w rodzinie ziemiańskiej, studia malarskie zaczęła od prywatnej szkoły malarstwa i sztuki stosowanej, którą dla kobiet założyła w Warszawie Bronisława Poświkowa. Jej nauczycielami był tam Kazimierz Alchimowicz, dodatkowo uczęszczała na prywatne lekcje do Wojciecha Gersona. Naukę kontynuowała w Paryżu, a po jej ukończeniu podróżowała po Europie odwiedzając Szwajcarię, Włochy i Ukrainę. Po powrocie do ojczyzny osiadła w Warszawie, skąd w 1915 przeprowadziła się do swojej posiadłości w Rudnikach pod Częstochową. Jej dorobek stanowi malarstwo sztalugowe obejmujące martwą naturę, kwiaty, pejzaże i portrety. Tworzyła również gobeliny oraz malowidła na tkaninach tj. wachlarze i parawany, a także rzeźbiła miniatury w kości słoniowej. Swoje działa wystawiała w krakowskim Towarzystwie Przyjaciół Sztuk Pięknych, warszawskim Towarzystwie Zachęty Sztuk Pięknych, a także w Salonie Sztuk Pięknych Krywulta. Brała udział również w wystawach organizowanych Wilnie i Lwowie. Aktywnie uczestniczyła w życiu kulturalnym Częstochowy. Zmarła w swojej posiadłości 22 listopada 1948.